# 1959 en basket-ball
Chronologie du basket-ball
1958 en basket-ball - 1959 en basket-ball - 1960 en basket-ball
Les faits marquants de l'année 1959 en basket-ball :

## Janvier
- Championnat du monde masculin : Brésil

## Mai
- Championnat d'Europe masculin : URSS.

## Récapitulatifs des principaux vainqueurs de compétitions 1958-1959

### Masculins
| Europe - Coupe des clubs champions : ASK Rīga. - Espagne : FC Barcelone. - France : Roanne. - Grèce : PAOK Salonique. - Israël : Maccabi Tel-Aviv. - Italie : Simmenthal Milano. - URSS : Moscou-Russie (Cette année-là, le championnat était joué par des cités, des régions et des républiques soviétiques). - Yougoslavie : AŠK Olimpijia Ljubljana. | Amériques - National Basketball Association : Boston Celtics. | Afrique, Asie, Océanie |

### Féminines
| Europe - Coupe des clubs champions : Slavia Sofia. - Espagne : non disputé (création en 1964). - France : AS Montferrand. - Grèce : non disputé (création en 1968). - Italie : A.P. Udinese. | Amériques | Afrique, Asie, Océanie |

## Octobre
- Championnat du monde féminin : URSS.

## Naissance
- - 6 juillet : Richard Dacoury

## Liens